# Straatmuzikanten aan de deur
Straatmuzikanten aan de deur is een olieverfschilderij van de Nederlandse kunstschilder Jacob Ochtervelt. Het werk, dat dateert uit 1665 en werd vervaardigd in Rotterdam, geldt als een vroeg voorbeeld van het genre van de "halschildering", een genre dat door Ochtervelt zelf werd ontwikkeld. Het schilderij maakt deel uit van de collectie van het Saint Louis Art Museum in Saint Louis (Missouri).

## Inhoud en interpretatie
Het schilderij toont een scène waarbij leden van een welgestelde familie – een moeder, een kind en een dienstmeisje – in contact komen met twee straatmuzikanten aan de deur van hun huis. De muzikanten, die een viool en een draailier bespelen, vertegenwoordigen de armere klasse. Ochtervelt gebruikt deze setting om het contrast tussen de wereld van de rijke bewoners en die van de straatarme muzikanten te benadrukken. Het dienstmeisje en het kind functioneren als bemiddelaars tussen deze werelden, waarbij de moeder haar kind leert hoe aalmoezen te geven aan de bedelende muzikanten. Deze scène weerspiegelt de sociale conventies van de 17e eeuw, waarin van bedelaars werd verwacht dat ze een kleine dienst, zoals het maken van muziek, leverden in ruil voor een beloning. Hoewel de meeste critici van mening zijn dat de muziek hier positief wordt voorgesteld als een gunstige invloed op kinderen, zijn er ook meningen die stellen dat het schilderij de lage status van muziek in het calvinistische Nederland benadrukt door de ondergeschikte positie van de muzikanten in het werk.

## Schilderstijl
In Straatmuzikanten aan de deur maakt Ochtervelt gebruik van kleur- en techniekvariaties om de verschillende sociale werelden in het schilderij te benadrukken. De vrouwen van het huishouden zijn fel verlicht en dragen kleurrijke kleding, terwijl het interieur van hun huis met zorg en precisie is uitgewerkt. Het straatbeeld buiten, dat naar een kerk leidt, is eveneens in perspectief weergegeven, maar oogt vlak, gedempt, donker en grof geschilderd. Ook de personages in het schilderij worden op verschillende manieren afgebeeld: de gezichten van de vrouwen stralen waardigheid uit, terwijl de muzikanten een karikaturale weergave krijgen. Een opvallend detail in het interieur is de Pythagoras-tegelvloer, een verwijzing naar de lange geschiedenis van het gebruik van dit tegelpatroon.

## Herkomst en collectie
Het schilderij was in de late achttiende eeuw in het bezit van de Franse kunsthandelaar Jean-Baptiste-Pierre Lebrun. Later kwam het in handen van Dorothy L. Liggett Kilpatrick, de dochter van tabakshandelaar en oprichter van de Liggett Group, John E. Liggett. Bij haar overlijden in 1928 werd het werk geschonken aan het Saint Louis Art Museum door haar dochter, Mary Lois Kilpatrick Perry. Sinds 2020 maakt het schilderij deel uit van de permanente tentoonstelling van het museum.

## Gerelateerde werken

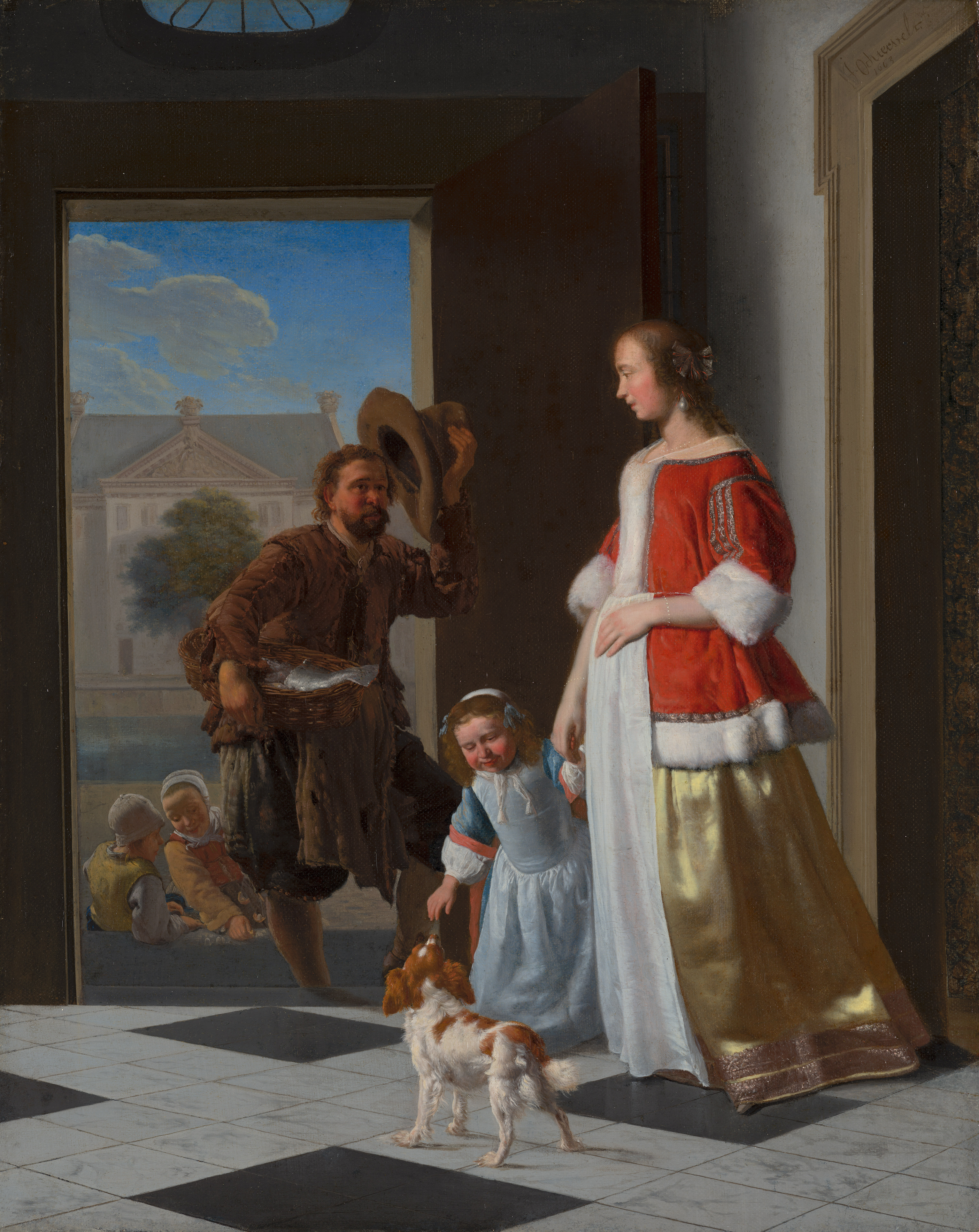
Jacob Ochtervelt, Een visverkoper aan de deur, collectie Mauritshuis

Ochtervelt maakte vaker gebruik van deuropeningen als compositorisch element in zijn werk, waarmee hij de basis legde voor het genre van de "halschildering". Straatmuzikanten aan de deur wordt beschouwd als een van de meest opmerkelijke voorbeelden van dit genre. De deuropening fungeert in het schilderij als een soort kader waardoor de buitenwereld zichtbaar wordt. Ochtervelt schilderde meerdere werken in dit genre, waaronder andere scènes met straatmuzikanten en verkopers van vis en andere waren die voor de deur van een huis zijn afgebeeld.